# 新卡爾卡伊夫
49°42′5″N 32°51′30″E / 49.70139°N 32.85833°E
新卡爾卡伊夫（烏克蘭語：Новий Калкаїв），是烏克蘭中部的村莊，隸屬波爾塔瓦州的克雷門丘克區。該村分別距離斯特羅卡奇1.5公里和濟克蘭齊2公里，海拔高度81米，2001年人口206。